# Kurt Huggler
Kurt Huggler (* 1. Januar 1945 in Mürren, Kanton Bern) ist ein ehemaliger Schweizer Skirennfahrer sowie Weltmeisterschaftsteilnehmer, der einen Weltcup-Podestplatz erreichte.

## Karriere
Bei der Weltmeisterschaft 1966 belegte Huggler in der Abfahrt Rang 21 und hatte dabei 3,77 Sekunden Rückstand auf Jean-Claude Killy. Seine Teamkollegen kamen auf Rang acht (Hans Peter Rohr), elf (Josef Minsch), 18 (Edmund Bruggmann) und 26 (Willy Favre). Im Riesenslalom kam Huggler auf Platz 31 und hatte 12,01 Sekunden Rückstand auf Guy Périllat. Die anderen Schweizer belegten die Ränge vier (Jakob Tischhauser), sechs (Willy Favre) und acht (Dumeng Giovanoli); Edmund Bruggmann wurde im Riesenslalom disqualifiziert.
Hugglers bestes Weltcup-Ergebnis war der zweite Platz in der Abfahrt von Chamonix-Mont-Blanc am 24. Februar 1968, in der er 2,04 Sekunden Rückstand auf Bernard Orcel hatte. Huggler wiederum hatte 0,21 Sekunden Vorsprung auf Guy Périllat. In Abfahrten kam er bis 1971 vier weitere Male unter die besten zehn. Das beste Riesenslalom-Ergebnis hatte Huggler mit Rang sechs am 4. Januar 1968 in Bad Hindelang, dabei hatte er 3,37 Sekunden Rückstand auf seinen Teamkollegen Edmund Bruggmann. Mit Rang zehn am 17. Januar 1970 in Kitzbühel erreichte Huggler ein weiteres Riesenslalom-Ergebnis unter den besten zehn, in diesem Rennen wies er 5,27 Sekunden Rückstand auf Dumeng Giovanoli auf.
Nach acht Jahren musste Huggler seine Karriere aufgrund einer Verletzung beenden. Danach amtierte er als Tourismusdirektor in Mürren, wo er auch Präsident des Organisationskomitees für das Internationalen Inferno-Rennen Mürren war. Unter seiner Leitung wurde die Verpflichtung einer Lizenz für die Teilnehmer aufgehoben, sodass dieses älteste Amateur-Skirennen Interessierten aus aller Welt offen steht.

## Privates
Huggler lebt in seinem Heimatort Mürren und entwickelt und baut nebenbei Skier. Nach acht Jahren als Kurdirektor starb sein Vater nach kurzer Krankheit, danach übernahm Huggler 1980 das Hotel Bellevue. Hierfür erwies sich seine frühere Ausbildung an der Hotelfachschule als nützlich. Da seine Kinder das Hotel nicht übernehmen wollten, gaben Huggler und seine Frau dessen Leitung 1999 auf. Danach übernahm er für sechs Jahre die Leitung der Skischule. Huggler betätigte sich auch musikalisch, so war er in der Schulzeit Mitglied der Tanzband „Black Boys“ und gründete später die Musikgruppe „Mürren-Musig“, die er 56 Jahre lang bis 2018 leitete. Er schrieb den „Mürren-Marsch“.

## Erfolge

### Weltmeisterschaften
- Portillo 1966: 21. in der Abfahrt, 31. im Riesenslalom

### Weltcupwertungen
- Sieben Platzierung unter den besten zehn, davon ein Podestplatz

| Saison  | Gesamt | Gesamt | Abfahrt | Abfahrt | Riesenslalom | Riesenslalom | Slalom | Slalom |
| Saison  | Platz  | Punkte | Platz   | Punkte  | Platz        | Punkte       | Platz  | Punkte |
| ------- | ------ | ------ | ------- | ------- | ------------ | ------------ | ------ | ------ |
| 1968    | 23.    | 26     | 8.      | 20      | 21.          | 6            |        |        |
| 1968/69 | 38.    | 6      | 15.     | 6       |              |              |        |        |
| 1969/70 | 38.    | 9      | 12.     | 8       | 34.          | 1            |        |        |
| 1970/71 | 45.    | 3      | 19.     | 3       |              |              |        |        |

### Sonstige Auszeichnungen
- Träger der Verdienstnadel der Confédération Internationale des Sociétés Musicales[2]